# 904
Năm 904 là một năm trong lịch Julius.